# Andreas Fischer (Täufer)
Andreas Fischer (* um 1480; † 1542) war ein deutscher sabbatarischer Täufer, zeitweise Prediger der Nikolsburger Täufergemeinde und ein Märtyrer der Täuferbewegung.

## Leben

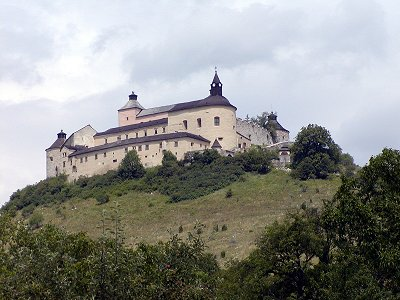
Burg Krásna Hôrka (Hinrichtungsort Fischers)

Über den Geburtsort und die ersten Lebensjahre Fischers gibt es bisher keine gesicherten Erkenntnisse. Es wird angenommen, dass Andreas Fischer um das Jahr 1480 als Sohn des Wagenmachers Andreas Rybár geboren wurde. Als mögliche Geburtsorte werden die Stadt Kremnitz (slowakisch: Kremnica) in Oberungarn bzw. in der heutigen Slowakei oder das mährische Littau (tschechisch: Litovel) angenommen. Möglich wäre auch eine Herkunft aus dem süddeutsch-österreichischen Raum. 1498 wurde Fischer wahrscheinlich an der Universität in Wien immatrikuliert, wurde dort 1505 Magister und erhielt 1511 ein Kanonikat am Domkapitel im mährischen Olmütz (tschechisch: Olomouc). Fischer besaß gute Kenntnisse des Griechischen und Hebräischen.
In den Jahren 1519–23 war er Generalvikar der Diözese Olmütz. In Olmütz stieß er zum humanistischen Freundeskreis des Weihbischofs Martin Göschl, der einige Jahre später als Anhänger Balthasar Hubmaiers in Nikolsburg in Erscheinung treten sollte. Im Jahre 1523 wurde Fischer Assistent des lutherischen Geistlichen in Eperies (slowakisch: Prešov). Zwei Jahre später schloss er sich in Linz der radikal-reformatorischen Täuferbewegung an.
Bereits 1528 führte Fischer in Südmähren selbst Taufen durch. Eine täuferische Missionsreise führte ihn ein Jahr später durch die damals noch deutschsprachigen Städte der Zips in der nordöstlichen Slowakei. In der Stadt Schwedler (slowakisch: Švedlár) konnte er hierbei in der Stadtkirche predigen. Als radikal-reformatorischer Prediger kam er jedoch schnell in Konflikt mit den ungarischen Ketzergesetzen und wurde dementsprechend am 13. Mai 1529 als Lutheraner zum Tode verurteilt. Während seine mit ihm gefangengenommene Frau ertränkt wurde, konnte Fischer fliehen. Bereits im Juli 1529 war Fischer wieder in Leutschau (Levoča) und Schwedler aktiv. In Schwedler, wo er vom Rat der Stadt unterstützt wurde, taufte er öffentlich mehr als 70 bis 80 Personen. Am 10. November 1529 heiratete Fischer eine Leutschauer Bürgerstochter. Um einer erneuten Verhaftung zu entgehen, entschloss sich Fischer jedoch Mitte November 1529 trotz des Rückhaltes bei Handwerkern und Ratsmitgliedern in Schwedler und Leutschau (Levoča), die Slowakei zu verlassen.
Über Krakau kehrte er mit seiner zweiten Ehefrau nach Mähren zurück. Hier schloss er sich der von Oswald Glait begründetenen innertäuferischen Bewegung der Sabbater an. Zusammen mit Glait, mit welchem er auch in den Dörfern des Herzogtums Liegnitz predigte, sprach er sich für die Beibehaltung des Sabbats aus und publizierte die inzwischen verlorengegangene Schrift Scepastes Decalogi (Verteidiger des Dekalogs). Hierin wurde deutlich, dass Fischer profunde Kenntnisse der Kirchenväter wie auch des Lateinischen, Griechischen und Hebräischen besaß.
Im Juni 1535 unterzeichnete Fischer als Prediger der Täufergemeinde in Pavlov (Pollau) das Glaubensbekenntnis der fünf Prediger der Nikolsburger Täufer. Das Bekenntnis steht der Theologie Balthasar Hubmaiers nahe. Die Sabbatfrage wird nicht erwähnt.
Nachdem die täuferischen Prädikanten der Stadt Nikolsburg im Sommer 1535 auf Veranlassung Ferdinands I. abgesetzt wurden, wich Fischer zunächst ins mährische Jamnitz (tschechisch: Jemnice) und später in die Slowakei aus, wo er zu Beginn des Jahres 1542 festgesetzt und als Ketzer hingerichtet wurde. Andreas Fischer starb, indem er von einer Mauer der auf einer Anhöhe befindlichen Burg Krásna Hôrka heruntergestürzt wurde.